# Sarbanissa subflava
Sarbanissa subflava là một loài bướm đêm trong họ Noctuidae.